# Lasiommata paramegaera
Lasiommata paramegaera ist eine Schmetterlingsart (Tagfalter) aus der Familie der Edelfalter (Nymphalidae). Sie ist endemisch in Korsika und Sardinien.

## Merkmale
Der Falter  hat eine Spannweite von 36 bis 40 Millimeter. Die Oberseiten von Vorder- und Hinterflügel sind orangebraun, sie besitzen eine dunkelbraune gitterartige Zeichnung. Die Weibchen sind häufig etwas heller gefärbt. Nahe dem Apex des Vorderflügels sitzt ein weißgekernter schwarzer Augenfleck. Zwischen diesem Augenfleck und der äußersten apikalen Spitze des Vorderflügels befindet sich ein weiterer, sehr kleiner schwarzer, runder Fleck. Das Männchen besitzt in der Diskalregion der Oberseite des Vorderflügels einen deutlichen Duftschuppenfleck. Die Oberseite der Hinterflügel weist in den Zellen 1c, 2, 3 und 4 der Postdiskalregion kleine schwarze, weißgekernte Augenflecke auf. Die Unterseite der Vorderflügel ist orangebraun, die Unterseite der Hinterflügel hellbraun. Auf den Vorderflügel entspricht die Zeichnung der Oberseite auch in etwa der der Unterseite. Der Augenfleck im Apex ist jedoch zusätzlich von einem braunen Ring umgeben.
In den Zellen 1c – 6 der Unterseite der Hinterflügel sitzen braune, schwarz gerandete und weiß gekernte Augenflecke. Männchen und Weibchen unterscheiden sich relativ deutlich in der Zeichnung der Oberseite der Flügel. Die braunen Zeichnungselemente sind bei den Weibchen feiner als bei den Männchen, der Duftschuppenfleck fehlt.

### Ähnliche Arten
Die Art ähnelt dem Mauerfuchs stark; von manchen Autoren wurde sie daher lediglich als Unterart des Mauerfuchses aufgefasst. Sie unterscheidet sich jedoch durch das Fehlen des unregelmäßigen Postdiskalbandes auf der Oberseite der Hinterflügel. Auf der Oberseite der Vorderflügel sind die dunklen Postdiskallinien dünner oder fehlen fast völlig. Auch in der Morphologie der Geschlechtsorgane gibt es deutliche Unterschiede. Die Falter sind im Durchschnitt auch etwas kleiner als der Mauerfuchs.

## Geographische Verbreitung und Lebensraum
Die Art ist auf die Mittelmeerinseln Sardinien und Korsika beschränkt. Sie lebt dort auf blütenreichen Wiesen, Waldlichtungen, grasigen Felshängen, aber auch im Kulturland und Parks.

## Lebensweise
Es werden zwei bis drei Generationen pro Jahr gebildet. Die Flugzeit der Falter ist von Anfang April bis Oktober. Die Raupen ernähren sich von Brachypodium phoenicoides und Echtem Schaf-Schwingel (Festuca ovina).

## Systematik, Phylogenie und Nomenklatur
Lasiommata paramegaera wurde früher meist als Unterart des Mauerfuchses (Lasiommata megera) aufgefasst. Die beiden Arten sind unter Zuchtbedingungen kreuzbar und erzeugen fertile Nachkommen. In der Literatur werden auch Übergangsformen beschrieben. Nach den Untersuchungen von Leonardo Dapporto auf den Inseln des toskanischen Archipels, wo regelmäßig Falter von Korsika (Lasiommata paramegaera) und vom italienischen Festland (Lasiommata megera) hingeweht werden, gibt es dort jedoch keine Zwischenformen. Die Falter lassen sich in der Zeichnung, Färbung und der Morphologie immer eindeutig einer der beiden Arten zuordnen. Er schließt daraus, dass es sich um zwei verschiedene Arten handelt, die sich unter natürlichen Bedingungen nicht kreuzen.
Ein jüngeres Synonym von Lasiommata paramegaera ist Papilio tigelius Bonelli 1826, dessen Typlokalität auf Sardinien liegt.